# Svetlana Sleptsova
Svetlana Yúrievna Sleptsova –en ruso, Светлана Юрьевна Слепцова– (Janty-Mansisk, 31 de julio de 1986) es una deportista rusa que compite en biatlón.
Participó en los Juegos Olímpicos de Vancouver 2010, obteniendo una medalla de oro en la prueba por relevos.
Ganó dos medallas en el Campeonato Mundial de Biatlón, oro en 2009 y bronce en 2008, y cuatro medallas en el Campeonato Europeo de Biatlón de 2017.

## Palmarés internacional
| Juegos Olímpicos   | Juegos Olímpicos            | Juegos Olímpicos  | Juegos Olímpicos |
| Año                | Lugar                       | Medalla           | Prueba           |
| ------------------ | --------------------------- | ----------------- | ---------------- |
| 2010               | Vancouver (Canadá)          | Medalla de oro    | Relevos          |
| Campeonato Mundial |                             |                   |                  |
| Año                | Lugar                       | Medalla           | Prueba           |
| 2008               | Östersund (Suecia)          | Medalla de bronce | Relevo mixto     |
| 2009               | Pyeongchang (Corea del Sur) | Medalla de oro    | Relevos          |
| Campeonato Europeo |                             |                   |                  |
| Año                | Lugar                       | Medalla           | Prueba           |
| 2017               | Duszniki-Zdrój (Polonia)    | Medalla de oro    | Relevo mixto     |
| 2017               | Duszniki-Zdrój (Polonia)    | Medalla de plata  | Individual       |
| 2017               | Duszniki-Zdrój (Polonia)    | Medalla de plata  | Velocidad        |
| 2017               | Duszniki-Zdrój (Polonia)    | Medalla de bronce | Persecución      |